# Liste der Naturdenkmale in Heppenheim (Bergstraße)
Die Liste der Naturdenkmale in Heppenheim (Bergstraße) nennt die im Gebiet der Stadt Heppenheim im Landkreis Bergstraße in Hessen gelegenen Naturdenkmale.

## Liste
| Bild            | Bezeichnung                                                                                   | Ortsteil, Lage                                 | Beschreibung | Art                    | Nr.        |
| --------------- | --------------------------------------------------------------------------------------------- | ---------------------------------------------- | --- | ---------------------- | ---------- |
| BW              | 2 Platanen (Platanus acerifolia x hybrida)                                                    | Wald-Erlenbach 49° 38′ 33,7″ N, 8° 43′ 30,1″ O | Als Baumgruppe von außergewöhnlicher Größe und wegen besonderer Formschönheit der Kronen geschützt. | Ahornblättrige Platane | 431.11-111 |
| Fotos hochladen | Bügeleisen, Hornblendegranit-Blockformation                                                   | Wald-Erlenbach 49° 38′ 6,3″ N, 8° 42′ 57,2″ O  | Wegen ihrer ungewöhnlichen Form und Überlagerung großer Blöcke geschützte Formation südöstlich des Salzkopfes. |                        | 431.11-112 |
| Fotos hochladen | Die sechs Eichen, Stieleiche (Quercus robur) mit noch 5 Stämmen                               | Heppenheim 49° 38′ 0,2″ N, 8° 39′ 8,4″ O       | Aufgrund der seltenen Kronenbildung direkt aus der Wurzel und ihrer Größe geschützte 5-stämmige Stieleiche im Erbacher Tal. | Stiel-Eiche            | 431.11-210 |
| BW              | Kiefer (Pinus silvestris)                                                                     | Heppenheim 49° 37′ 0,6″ N, 8° 37′ 14,3″ O      | Aufgrund Formschönheit, hohen Alters und allseits freien Wuchses geschützte Kiefer in der Warmboltslache. | Waldkiefer             | 431.11-211 |
| BW              | 2 Kiefern (Pinus silvestris)                                                                  | Heppenheim 49° 37′ 10,3″ N, 8° 36′ 32,1″ O     | Aufgrund hohen Alters und allseits freien Wuchses geschützte Kiefern westlich der Warmboltslache. | Waldkiefer             | 431.11-212 |
| Fotos hochladen | Winterlinde (Tilia cordata) auf dem Galgen am Landberg, vormals „Lindengruppe auf dem Galgen“ | Heppenheim 49° 39′ 17″ N, 8° 38′ 14,6″ O       | Als kräftiger alter Baum von heimatgeschichtlicher Bedeutung geschützte Winterlinde beim Sportplatz Landberg. | Winterlinde            | 431.11-213 |
| Fotos hochladen | Vielstämmiger Lebensbaum (Thuja occidentalis)                                                 | Heppenheim 49° 38′ 6,8″ N, 8° 38′ 34″ O        | Aufgrund der seltenen vielstämmigen Kronenbildung aus der Wurzel geschützt. | Lebensbaum             | 431.11-214 |
| BW              | Das kleine Steinschlossfelsenmeer, Granodioritblockmeer                                       | Heppenheim 49° 40′ 42,4″ N, 8° 42′ 54,7″ O     | Aufgrund seiner geologischen Eigenart und seltenen Flechten- und Moosbewuchs geschütztes Granodiorit-Blockmeer nordwestlich von Scheuerberg. |                        | 431.11-218 |
| BW              | Steinschloß (auch „Wildeleuthäusel“), Granodiorit-Blockformation                              | Heppenheim 49° 40′ 28,7″ N, 8° 42′ 34,8″ O     | Aufgrund burgähnlicher Anordnung großer Felsen geschützte Granodiorit-Blockformation nordwestlich von Scheuerberg. |                        | 431.11-22  |
| BW              | Vogesitklotz, Gesteinsaufschluss                                                              | Kirschhausen 49° 38′ 42,8″ N, 8° 40′ 37,1″ O   | Als besonders seltene Gesteinsformation geschützter Gesteinsaufschluss. Ecke Siegfriedstraße/Sudetenstraße. |                        | 431.11-24  |
| BW              | Goldbrunnen                                                                                   | Heppenheim 49° 40′ 25,7″ N, 8° 41′ 40,4″ O     | Aufgrund ihrer besonderen Form und naturgeschichtlichem Wertes geschützte natürliche Quelle. |                        | 431.11-26  |
| BW              | Winterlinde (Tilia cordata)                                                                   | Heppenheim 49° 38′ 43,8″ N, 8° 38′ 49,5″ O     | Aufgrund außergewöhnlicher knotiger Stammpartie und hohen Alters geschützte Winterlinde westlich der Burgmauer Starkenburg. | Winterlinde            | 431.11-28  |
| Fotos hochladen | Arnoldseiche (Quercus robur)                                                                  | Heppenheim 49° 37′ 41,9″ N, 8° 39′ 52,8″ O     | Aufgrund hohen Alters und heimatgeschichtlichen Wertes geschützte Stieleiche bei der Schutzhütte. | Stiel-Eiche            | 431.11-29  |
| BW              | Edelkastanie (Castanea sativa)                                                                | Igelsbach 49° 39′ 21,1″ N, 8° 43′ 29,7″ O      | Aufgrund hohen Alters, außergewöhnlicher Stammstärke und Formschönheit geschützte Edelkastanie an der Straße nach Mittershausen. | Edelkastanie           | 431.11-31  |
| Fotos hochladen | Opfersteine, ausgewitterte Granitfelsen                                                       | Kirschhausen 49° 37′ 43,6″ N, 8° 42′ 24,6″ O   | Aufgrund besonderer Oberflächenverwitterungsformen und heimatgeschichtlichen Wertes geschützte Granitfelsfindlinge im Stadtwald. |                        | 431.11-41  |
| Fotos hochladen | Der Walfisch. Wal-ähnliche Granitfelsgruppe                                                   | Kirschhausen 49° 38′ 12,5″ N, 8° 42′ 52″ O     | Als eigenartige natürliche Skulptur geschützte Granitfelsgruppe am Höhnberg. |                        | 431.11-42  |
| BW              | Gruppe von 3 Eichen (Quercus petraea) auf dem Kellersberg                                     | Mittershausen 49° 39′ 31,1″ N, 8° 42′ 31,2″ O  | 3 als besonders formschöne Baumgruppe höheren Alters geschützte Traubeneichen. | Traubeneiche           | 431.11-51  |
| BW              | Traubeneiche (Quercus petraea)                                                                | Mittershausen 49° 40′ 7,3″ N, 8° 42′ 29,9″ O   | Aufgrund hohen Alters und besonderer Mächtigkeit geschützte Traubeneiche am Scheuerberger Hang. | Traubeneiche           | 431.11-81  |
| BW              | Das kleine Felsenmeer. Hornblende-Granit-Blockmeer                                            | Sonderbach 49° 37′ 46,1″ N, 8° 41′ 45,5″ O     | Aufgrund naturgeschichtlicher Bedeutung ehemals geschütztes Hornblendegranit-Blockmeer oberhalb des Steinbruchs Röhrig. Der Kreistag Bergstraße hat am 18. März 2019 den Status als Naturdenkmal aufgehoben. Der Blockverband soll an eine andere geeignete Stelle verbracht und sodann wieder Naturdenkmal werden. |                        | 431.11-91  |